# Hélder Baldé
Hélder Bafodé Baldé (* 3. August 1998 in Bissau) ist ein portugiesisch-guinea-bissauischer Fußballspieler.

## Karriere

### Verein
Baldé begann seine Laufbahn in der Jugend des CD Olivais e Moscavide, bevor er zur SG Sacavenense ging und danach in die Jugendakademie von Benfica Lissabon wechselte. Daraufhin kehrte er zur SG Sacavenense zurück und schloss sich nach Stationen bei União Leiria, Belenenses Lissabon, dem Casa Pia AC und der GS Loures erneut Benfica Lissabon an. Anfang 2017 wurde er in den Kader der zweiten Mannschaft befördert. Im April 2017 gab er beim 1:0 gegen den AD Fafe sein Debüt in der Segunda Liga, als er kurz vor Spielende für Heriberto Tavares eingewechselt wurde. Bis Saisonende kam er zu insgesamt vier Einsätzen in der zweithöchsten portugiesischen Spielklasse. In der folgenden Saison 2017/18 absolvierte er zwei Ligapartien für die Reserve. Nachdem er in der Folgesaison lediglich in der U-23-Nachwuchsmannschaft des Klubs gespielt hatte, wechselte er im Sommer 2019 zu Desportivo Aves. Im September 2019 bestritt er ein Spiel für die erste Mannschaft in der erstklassigen Primeira Liga. Im weiteren Saisonverlauf kam er nur in der U-23-Nachwuchsmannschaft zum Einsatz. Die erste Mannschaft stieg schlussendlich sportlich in die Segunda Liga ab. Im Sommer 2020 wurde der Verein in die dritte Liga zwangsrelegiert und stellte den Spielbetrieb ein. Ein Jahr später unterschrieb Baldé einen Vertrag beim Schweizer Erstligisten FC Lugano. Er soll vorerst für die Tessiner U-21-Auswahl Team Ticino in der viertklassigen 1. Liga zum Einsatz kommen.

### Nationalmannschaft
Baldé absolvierte 2017 insgesamt drei Partien für die portugiesische U-19- und U-20-Nationalmannschaft.